# Мокрински извори
Мокринските извори (на македонска литературна норма: Мокрински Извори) е природна забележителност в северните склонове на планина Беласица, Република Македония. Разположени са в село Мокрино, което носи името си от тях. Трите извора са с дебит около 40 l/s. Температурата им е постоянна и потокът им никога не замръзва, вероятно поради голямата им дълбочина. Край изворите се прави курбан на Илинден, 2 август. В миналото поради големият им дебит на тях е имало воденици.